# Spilogona narina
Spilogona narina är en tvåvingeart som först beskrevs av Walker 1849.  Spilogona narina ingår i släktet Spilogona och familjen husflugor. Inga underarter finns listade i Catalogue of Life.